# Marie Fel
Marie Fel (ur. 24 października 1713 w Bordeaux, zm. 2 lutego 1794 w Paryżu) – francuska śpiewaczka operowa, sopran.

## Życiorys
Jako dziecko uczyła się gry na organach, później odbyła studia wokalne u Christiny VanLoo w Paryżu. Debiutowała jako śpiewaczka w 1734 roku na scenie Opery Paryskiej rolą w operze Louisa Lacoste’a Philomèle. Występowała także na dworze królewskim i z zespołem Concert Spirituel. Zasłynęła jako odtwórczyni ról w operach Jeana-Philippe’a Rameau, śpiewała w prapremierach Castor et Pollux (1737), Les fêtes d’Hébe (1739), Les fêtes d’Hymen et de l’Amour (1747), Zais (1748), Platée (1749), Zoroastre (1749) i Les suprices de l’amour (1757).
W 1758 roku zakończyła karierę sceniczną i zajęła się działalnością pedagogiczną. Jej uczennicą była Sophie Arnould.
Jej brat Antoine Fel (1694–1771) również był śpiewakiem.